# Acacia maras
Acacia maras é uma espécie de leguminosa do gênero Acacia, pertencente à família Fabaceae.